# Acid eicosapentaenoic
Acidul eicosapentaenoic (denumit și acid icosapentaenoic; abreviat EPA din engleză eicosapentaenoic acid) este un acid gras omega-3 polinesaturat (PUFA). Este u precursor al prostaglandinei 3 (care inhibă agregarea plachetară), al tromboxanului 3 și a leucotrienei 5, aceștia fiind eicosanoide. Este și un precursor și metabolit al reacției de hidroliză a eticosapentaenoil-etanolamidei (EPEA: C22H35NO2; 20:5,n-3).